# Organisation juridictionnelle en Iran
L'actuel système judiciaire de l'Iran fut mis en place par Ali Akbar Davar et ses contemporains, durant les années 1920, puis à nouveau modifié pendant la deuxième époque Pahlavi.
Après le renversement de la dynastie Pahlavi et la révolution iranienne de 1979, le système juridique a été grandement modifié. Le code juridique est désormais basé sur la loi islamique chiite (charia), bien que de nombreux aspects du droit civil antérieur aient été conservés. La constitution de la république islamique d'Iran établit que le système judiciaire est un "pouvoir indépendant". Tout le système, depuis la cour suprême jusqu'aux tribunaux régionaux, et jusqu'aux tribunaux locaux et révolutionnaires, est placé sous la supervision du Ministère de la Justice. Néanmoins en complément du ministre de la justice et du chef de la cour suprême, un chef du système judiciaire est nommé par le guide suprême.

## Organisation du système judiciaire

### Objectifs

#### Rôle du pouvoir judiciaire
La constitution de la république d'Iran de 1979 définit dans son article 156 le pouvoir judiciaire comme indépendant, "protecteur des droits de l'individu et de la société" et "responsable de la mise en œuvre de la justice". Il est chargé 
- de l'ensemble des tâches d'investigation, de jugement, de résolution des litiges,
- de la promotion de la justice et des libertés
- de la supervision de l'application de la loi
- de l'application des peines
- de la prévention des crimes et de la réforme des criminels

#### Les organes du pouvoir judiciaire
Le chef du système judiciaire, nommé pour 5 ans par le guide de la révolution est responsable de la mise en place de la structure organisationnelle du système judiciaire, de préparer le texte de loi pour le parlement et de la nomination des juges.
La cour suprême, définie dans l'article 161 de la constitution, est chargée de la supervision de l'application des lois par les tribunaux et de l'uniformité de la procédure juridique. Le président de la cour suprême est nommé par le chef du système judiciaire pour une période de 5 ans. 
Enfin, le ministère de la justice, défini dans l'article 160 de la constitution est responsable de la relation entre le système judiciaire et les systèmes exécutifs et législatifs. Le ministre de la Justice est choisi par le président parmi les candidats présentés par le chef du système judiciaire. 

### Principes fondamentaux
Le système juridique iranien est basé sur l'instruction, comme c'est le cas dans le système judiciaire français et au contraire d'une procédure accusatoire en vigueur par exemple au Royaume-Uni
Dans un tribunal iranien, le juge est chargé de l'instruction et décide du verdict. Dans les cas les plus complexes, il peut être accompagné par deux autres juges secondaires et, lorsque la peine de mort est encourue, par un total de quatre juges secondaires. Tous les juges sont diplômés en Loi Islamique, et la plupart, mais pas tous, sont des membres du clergé en place. Le juge possède le pouvoir absolu. Cependant, d'après l'article 168 de la constitution de l'Iran, dans certaines affaires politiques ou mettant en cause les médias, un jury est convoqué pour participer au jugement conformément à la loi islamique. 
En pratique, les juges peuvent être débordés par certaines affaires, et n'ont donc pas tout le temps nécessaire pour s'y pencher. Le manque de temps et le contrôle total par les juges est cause de surpopulation dans les prisons iraniennes.

### Juridictions
Les tribunaux du système judiciaire iranien sont découpés en tribunaux réguliers et tribunaux spéciaux. Ces derniers sont chargés d'affaires au périmètre particulier (sûreté de l'Etat, affaires militaire, affaire cléricale), quand les premiers sont chargés de toutes les affaires courantes. Dans la plupart des tribunaux, les parties ont généralement la possibilité de faire appel

#### Tribunaux réguliers
Les tribunaux réguliers sont découpés en tribunaux de première instance et tribunaux d'instance. Ils sont découpés en tribunaux chargé des affaires criminelles, tribunaux chargés des affaires familiales et tribunaux criminels de province. Ces derniers traitent des cas impliquant la presse et les affaires politiques, les plaintes contre les personnes publiques (membres du conseil des gardiens de la Constitution, du parlement iranien, ministres, ambassadeurs..) les plaintes contre les membres de l'armée et de la police ainsi que les crimes passibles de la peine capitale ou de prison à vie.
Les cours d'appel de province sont chargés des appels des affaires instruites par les tribunaux réguliers, et disposent de chambres civiles, criminelles et chargées des affaires familiales. La cour suprême est le plus haut tribunal du système judiciaire, à la fois dans les domaines civil et criminel.

#### Tribunaux spéciaux
Le système juridique iranien comporte 3 types de tribunaux spéciaux : les tribunaux militaires, les tribunaux cléricaux et les tribunaux révolutionnaires. 
Les tribunaux spéciaux militaires sont chargés de l'ensemble des affaires criminelles des forces militaires et de police, commis dans l'exercice de leur fonction.
Les tribunaux spéciaux du clergé sont chargés de l'ensemble des affaires criminelles des membres du clergé. Ils fonctionne indépendamment du cadre judiciaire classique et ne rend des comptes qu'au guide suprême. Les décisions du sont  finales et on ne peut faire appel.
Les tribunaux révolutionnaires jugent certains types de crimes et délits, comme les crimes contre la sécurité nationale, le trafic de stupéfiants et les actes touchant la République islamique. Les décisions rendues par les tribunaux révolutionnaires sont finales et on ne peut faire appel de ces décisions.

### Peines encourues
La peine de mort est appliquée, bien que la constitution iranienne ait introduit des peines de longues durées, qui n'existent pas dans la loi islamique, et qui peuvent être appliquées en substitution.